# Ansonia leptopus
Ansonia leptopus (Günther, 1872) è una rana della famiglia Bufonidae, diffusa nel Sud-est asiatico.

## Distribuzione e habitat
L'areale di A. leptopus si estende dall'Indonesia alla Malaysia, comprendendo anche buona parte del Brunei. Il suo habitat tipico è la foresta, ma si può trovare anche nei pressi di piccoli fiumi.